# العث السمين

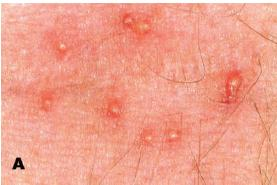

العث السمين ويسمى أيضًا العث السمين ذو الأظفار هو نوع من أنواع العث يعتاش على بقايا جلد الحيوانات، وعلى أنواع أصغر من العث، وهو صغير الحجم ومن الصعوبة رؤيته بالعين المجردة. هذه الحشرة البيضاء الصغيرة جدًا يمكن أن يراها البعض على الأثاث الخشبي في غرف النوم وغيرها من الغرف.

## مواصفاتها
طول الأنثى نصف ملليمتر والذكر أصغر ونادرا ما يرى . من عجائب الحياة توازن الكائنات فيه فلو حاربت هذه الحشرة وقضيت عليها-ولن تستطيع-فإنك تشجع على تكاثر أنواع أخرى من العث وأشياء أخرى من المعلوم أن أنواعا من العث تسبب التحسس والربو ولا يمكن لأي وسيلة أن تقضي وتبيد كل العث في البيت وهذا فيه فائدة ابقاء هذا التوازن .